# Sifrhippus
Ngựa Sifrhippus là một động vật thuộc họ Ngựa (Equidae) đã tuyệt chủng. Đây là loài động vật chỉ có kích thước nhỏ như một con mèo. Sifrhippus được gọi tên theo tiếng Ả rập là: صِفْر (ṣifr) có nghĩa là không và tiếng Hy Lạp: ἵππος (híppos) có nghĩa là ngựa. Trọng lượng của ngựa Sifrhippus giảm gần 1/3, đến nỗi chúng chỉ nặng khoảng 7 kg.
Hơn 50 triệu năm trước, nhiệt độ trên trái đất cao và những con ngựa chỉ nhỏ bằng mèo có rất nhiều trong những khu rừng ở Bắc Mỹ. Ngựa này ngày càng nhỏ đi để thích nghi với khí hậu ngày càng nóng, kích thước của loài ngựa Sifrhippus ngày càng nhỏ đi qua hàng chục ngàn năm để thích nghi với nhiệt độ ngày càng cao, khi khí metan thải ra ngày càng nhiều do núi lửa phun trào.